# Olivetti Divisumma 28
La Divisumma 28 è una calcolatrice elettronica  realizzata dalla Olivetti.
Grazie al design di Mario Bellini  che si avvalse della collaborazione di Dario De Diana, Alessandro De Gregori, Derk Jan De Vries, Antonio Macchi Cassia, Gianni Pasini e Sandro Pasqui la calcolatrice ebbe successo, sebbene fosse costosa e destinata di partenza a un mercato limitato, tanto da essere inserita nella collezione permanente del MOMA di New York.

## La Calcolatrice
Uscita insieme alla portatile Olivetti Divisumma 18, la calcolatrice elettronica era capace di svolgere le quattro operazioni matematiche fondamentali (somma, sottrazione, moltiplicazione e divisione), con capacità di impostazione di dodici cifre.
La macchina ha un corpo in plastica ABS color grigio scuro con piedini in gomma antiscivolo.